# Таїланд
Таїланд (тай. ประเทศไทย), офіційна назва Королівство Таїланд (тай. ราชอาณาจักรไทย [râːtɕʰa ʔaːnaːtɕɑ̀k tʰɑj], до 1939 року відомий як Сіам) — країна в Південно-Східній Азії, розміщена на півостровах Індокитай і Малакка, межує на сході з Лаосом і Камбоджею, півдні з Малайзією, на заході з М'янмою (раніше Бірма). Загальна протяжність берегової лінії близько 2400 км. Південне узбережжя країни омивається Сіамською затокою, південно-західне — Андаманським морем.
Таїланд — королівство, яке з 12 жовтня 2016 очолює король Маха Вачхіралонгкон. Столиця держави, та її головний порт — місто Бангкок. Основне населення країни тайці, найбільша національна меншина — китайці, третя за величиною — малайці. Тайська мова — офіційна мова держави. Грошова одиниця — бат.
Таїланд — член ООН і входить до Асоціації держав Південно-Східної Азії (АСЕАН) і Азійсько-Тихоокеанської економічної конференції. З 1983 Таїланд — член Асоціації країн-виробників олова.

## Історія
Археологічні знахідки свідчать про те, що люди поселилися на території Таїланду ще 40 тис. років тому. Відомості про перші держави на його території існують з 1 ст., однак ці держави охоплювали не тільки Таїланд, а й значну частину всього Індокитаю.
Перша велика тайська держава — Сукотай — виникла в XIII ст. після розпаду Кхмерської імперії. Спадкоємцем Сукотаї стало царство Аюттхая (Сіам), утворене в 1350. У XIX ст. Сіам уклав нерівноправні угоди з Великою Британією, Францією, США, однак ніколи не був колонією європейської держави. Англо-французька угода 1896 року визнала Сіам незалежною буферною державою. Конституційна монархія встановлена в 1932, назва країни Таїланд прийнята у 1939. Японія окупувала країну в 1941—1945 роках.

Мапа Сіаму (1867—1909)

У проміжку між 1945 та 1949 роками держава знову називалася Сіам, сучасна офіційна назва — Таїланд, або Пратхеттхай («Земля вільних»). З 1946 до середини 1970-х років він був союзником США в період холодної війни і отримував американську військову допомогу. У роки війни у В'єтнамі на території Таїланду розміщувалися американські військові підрозділи.
Військові захопили владу в результаті перевороту в 1947 році, були скинуті в 1973-му, повернули собі владу в 1976-му. Цивільний уряд утворений у 1983-му. Військові знову захопили владу в 1991-му. У 1992-му були проведені нелегітимні вибори, і призначення генерала Сучінда Крапрайуна прем'єр-міністром викликало бурхливий протест, йому довелося залишити посаду. сформовано новий коаліційний уряд, який очолив Чуан Лікпай.

### XXI століття

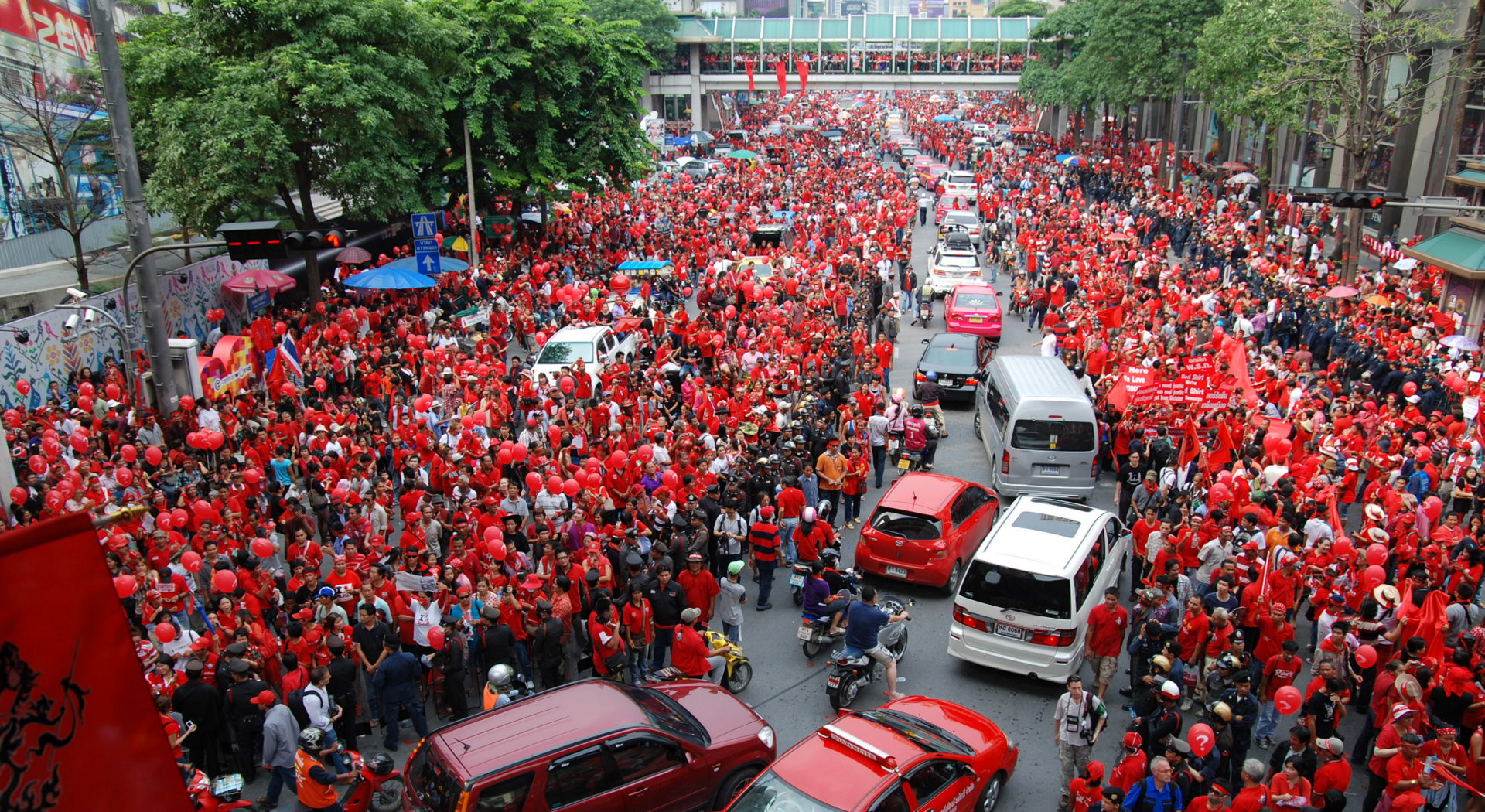
Демонстрація червоних сорочок

Наприкінці XX — початку XXI століть в Таїланді відзначено низка політичних криз. У 1997 році була ухвалена конституція, яку називали народною. Конституція встановила двопалатний парламент. Вибори 2001 року були вільними й демократичними, встановлений уряд уперше в історії Таїланду відслужив свій чотирирічний термін. На виборах 2005 року проголосувала найбільша кількість виборців, однак вони були відзначені купівлею голосів і сутичками між прихильниками різних політичних сил.
Наступного, 2006 року, не зустрічаючи особливого опору, військова хунта вчинила переворот і скинула уряд Таксина Чинавата. Військовики скасували дію конституції, розпустили парламент та верховний суд і оголосили воєнний стан. Була встановлена проміжна конституція і призначений парламент із «кабінетних генералів». Нова конституція 2007 року була затверджена на референдумі, і в грудні 2007 знову відбулися демократичні вибори. На виборах перемогла Партія народної влади, уряд очолив Самак Сунтхаравет.
Самак Сунтхаравет був звинувачений у конфлікті інтересів у 2008 році й втратив посаду прем'єр-міністра. Його наступник Сомчай Вонгсават з жовтня 2008 року не зміг виконувати свої функції, оскільки його кабінет захопили прихильники партії Народний альянс за демократію. У грудні 2008 року конституційний суд Таїланду визнав Партію народної влади винною у виборчих махінаціях, що призвело до її розпуску. Після цього представники збройних сил зустрілися з частиною більшості в парламенті й переконали їх приєднатися до опозиції. Уряд сформувала Партія демократів.
Протести прихильників Об'єднаного національного фронту за демократію проти диктатури, яких називають червоними сорочками, 10 квітня 2010 року призвели до насилля, в результаті якого загинули 87 людей, і понад тисяча отримали пошкодження. Вибори 2011 року виграла зі значною перевагою партія Пхиа Тхаї на чолі з молодшою сестрою Таксина Чинавата Їнглак Чинават, яка виконує функції прем'єр-міністра станом на жовтень 2012 року.
Див. також: Політична криза в Таїланді 2008–2010
У травні 2014 року у Таїланді відбувся військовий переворот. Владу захопила армія після невдалих спроб провести переговори з опозицією.
24 липня 2025 року між Таїландом та Камбоджею спалахнули бойові дії. Конфлікт розпочався на спірній ділянці біля храму Та Муен Том, в ході якого сторони застосували важке озброєння — «Гради», артилерію, міномети, РПГ та F-16. Тайський винищувач F-16 завдав ударів по військовій цілі у Камбоджі. Відомо було про щонайменше 12 загиблих, зокрема 11 мирних жителів. Обидві країни звинуватили одна одну у розв'язанні зіткнення. Таїланд закрив свій кордон з Камбоджею. У Міністерстві оборони Камбоджі зазначили, що літаки скинули дві бомби на дороги. Камбоджа рішуче засудила військову агресію Таїланду. Сутички розпочалися внаслідок того, як Таїланд відкликав свого посла з Камбоджі та оголосив про висилку камбоджійського дипломата з Бангкока. Причиною стало поранення другого за тиждень тайського військового, який втратив кінцівку внаслідок підриву на міні. За твердженням Бангкока, її нещодавно було встановлено у спірній прикордонній зоні.
У наймасштабнішому конфлікті між Камбоджею та Таїландом з 2011 року, задіяна навіть українська техніка — танки Т-84 «Оплот» та БТР-3Е1. Станом на 26 липня як мінімум 100 загиблих та десятки тисяч евакуйованих. Війна охопила 6 прикордонних провінцій. Таїланд ввів воєнний стан у 8 провінціях на кордоні з Камбоджею. Країни атакують авіацією, важкою артилерією та ракетними системами. Армія Таїланду зайняла позиції камбоджійських військових на одній із ключових висот.

## Географія

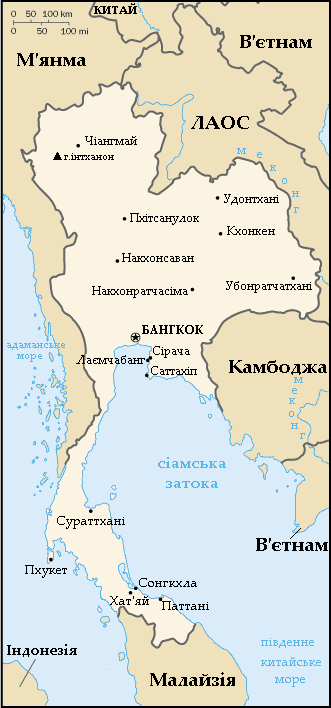
Мапа Таїланду.

Таїланд розташований в Південно-Східній Азії, на півостровах Індокитай і Малакка, із заходу омивається Андаманським морем, зі сходу Сіамською затокою Південнокитайського моря. Територія Таїланду витягнута з півночі на південь (відстань від самої північної точки до найпівденнішої точки — 1860 км). Завдяки центральному положенню в Південно-Східній Азії і найбільшою серед країн регіону протяжності з півночі на південь, Таїланд має найрізноманітніший в Південно-Східній Азії клімат, тому врожаї основних культур збираються кілька разів на рік, а туристичний сезон «перетікає» з одних кліматичних зон в інші, роблячи Таїланд одним з небагатьох в світі цілорічних туристичних центрів. Ліси займають 10 % території країни: на півночі тропічні листопадні, у більш вологих південних районах — вічнозелені тропічні.
За особливостями рельєфу Таїланд заведено поділяти на п'ять географічних районів: Північне нагір'я, Центральна рівнина, Північно-Східне плато, південний схід і півострівний Південний район. Найбільші річки — Менам-Чао-Прая (на Менамській рівнині), Меконг (на кордоні з Лаосом).

### Клімат

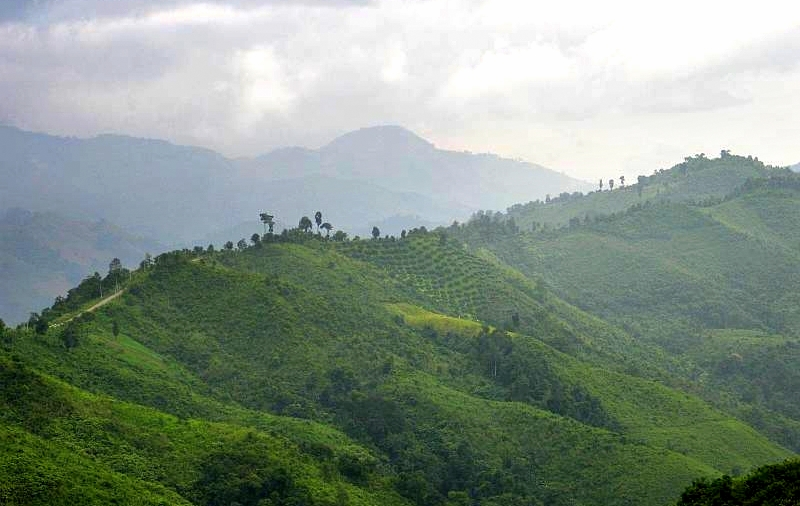
Гори Луанг Прабанг

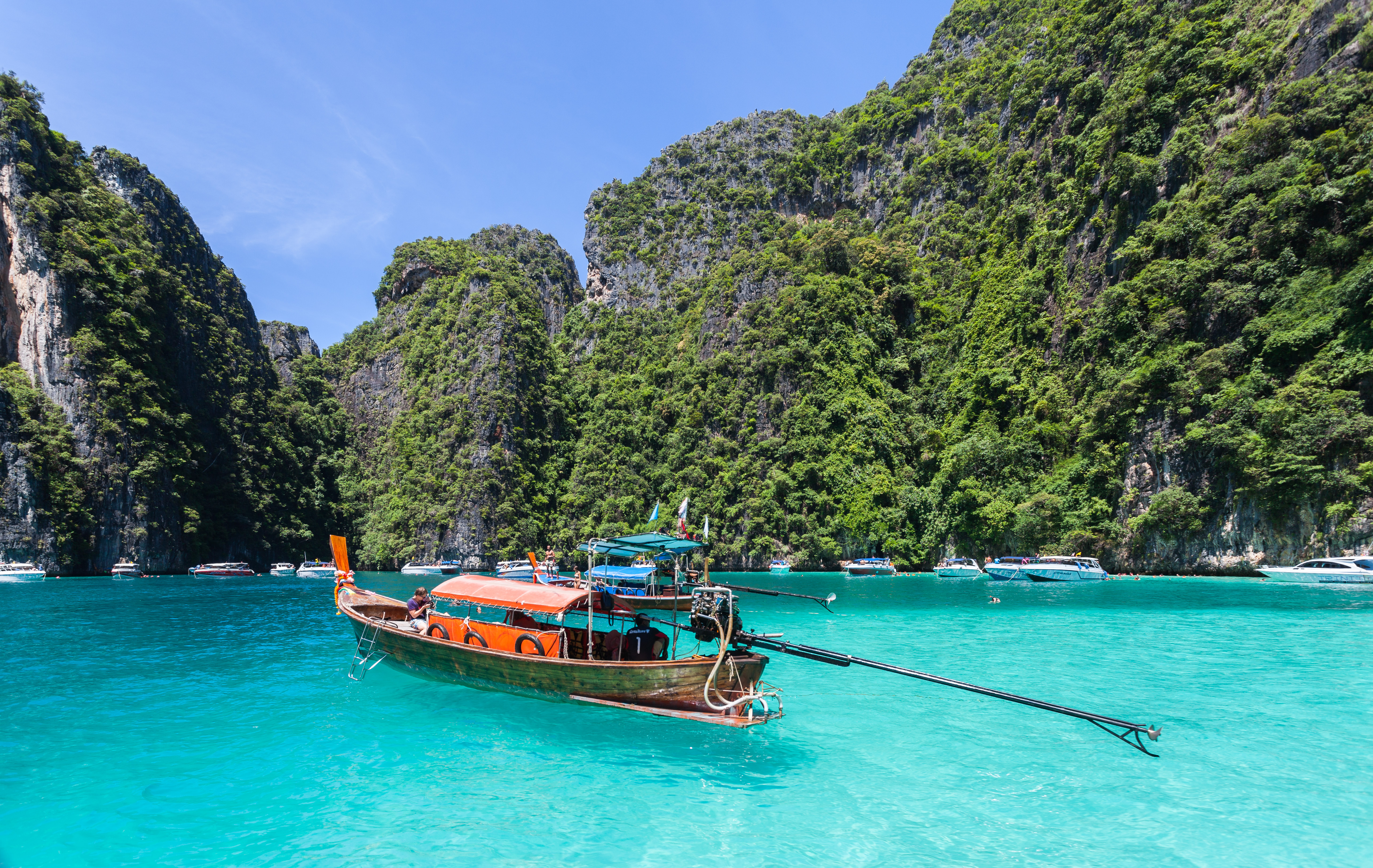
Пхі Пхі — острови поблизу узбережжя Таїланду, між материком і островом Пхукет

Клімат Таїланду — вологий тропічний на півночі країни, і субекваторіальний в центральній і південній частинах, а на кордоні з Малайзією — екваторіальний. Це пояснюється розташуванням більшої частини країни в тропічному і субекваторіальному поясах і впливом південно-західного і північно-східного мусонів. Відстань між крайньою північною і крайньою південною точками Таїланду — 1860 км, а перепад широт — близько 15°. Така довжина з півночі на південь робить клімат Таїланду одним з найрізноманітніших в Південно-Східній Азії. Південно-західний мусон приносить дощі і відносну прохолоду в кінці травня — середині липня. До листопада дощі припиняються, і настає «прохолодний сухий» сезон, що триває до середини лютого. У цей час позначається і вплив північно-східного мусону, що не зачіпає Північний, Північно-Східний і Центральний Таїланд безпосередньо, проте приносить прохолоду. Після ослаблення мусонів, в лютому — травні, настає сильна спека, причому вологість повітря поступово збільшується аж до початку нового мусонного сезону, а потім цикл повторюється знову.
Тривалість сезону дощів визначити дуже важко. Зазвичай він починається в травні — червні і може тривати до листопада. У центрі країни і на східному узбережжі сильні дощі йдуть в серпні — вересні. Жовтень — зазвичай останній місяць вологого сезону, коли значні обсяги води вже накопичилися в іригаційних системах і міському дренажі, в результаті чого при нечастих і не дуже сильних дощах відбуваються досить сильні повені. Зокрема, коли річка Чаопхрая виходить з берегів, деякі квартали Бангкока бувають затоплені, близько третини міста знаходиться нижче рівня моря.

## Економіка

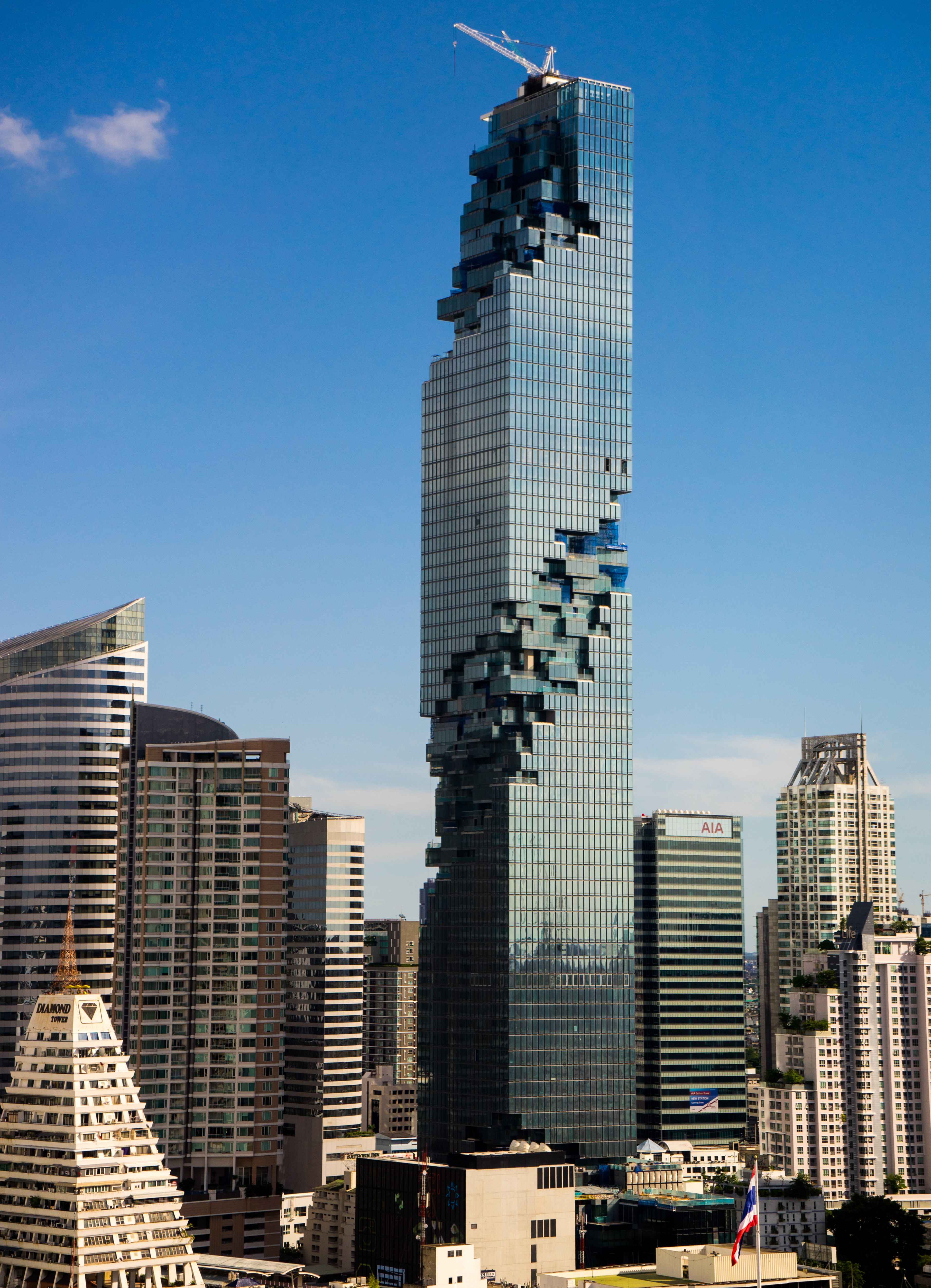
MahaNakhon є найвищою вежею в Таїланді

Таїланд — аграрно-промислова країна. Місцева економіка базується на рибальстві і видобутку корисних копалин. Близько 70 % економічно активного населення зайняті в сільському господарстві. Основні галузі промисловості: гірнича (вольфрамова, олов'яна, дорогоцінні камені та ін.), металообробна, машинобудівна, нафтохімічна, харчова, електронна, текстильна, паперова, цементна. Транспорт — автомобільний, залізничний, морський, річковий. Осн. порти: Бангкок, Сонгкхла, Трат, Пхукет, Саттахіп. Міжнародний аеропорт Бангкоку: Суварнабхумі. Є регулярне авіасполучення з багатьма містами країни.
За даними [Index of Economic Freedom, The Heritage Foundation, U.S.A. 2001]:
- ВВП — 158,6 $ млрд
- Темп зростання ВВП — (-9,4)%.
- ВВП на душу населення — 2593 $.
- Прямі закордонні інвестиції — 5,8 млрд $.
- Імпорт — 55 млрд $ (г. ч. Японія — 23 %; США — 14 %; Сінгапур — 5 %; Малайзія — 5,2 %; Німеччина — 5,1 %).
- Експорт — 72,8 млрд $ (г. ч. США — 22 %; Японія — 13 %; Сінгапур — 8,7 %; Гонконг — 5 %; Нідерланди — 3,4 %).

Експортують комп'ютери і комплектуючі, інтегральні схеми, електричні трансформатори, ювелірні вироби, готовий одяг, тканини, різноманітну продукцію з пластику, олово, плавиковий шпат, цинкову руду, сільськогосподарську продукцію (рис, каучук, тапіока, сорго, кенаф, джут), морепродукти. Імпорт складається в основному з машин і обладнання, споживчих товарів, нафти і нафтопродуктів.

## Туризм
Туризм приносить чималий дохід Таїланду. Так, в 2011 році Таїланд відвідали понад 19 мільйонів іноземних туристів. Головні напрямки: Бангкок, Паттая, Пхукет і Самуї.

## Політичний устрій

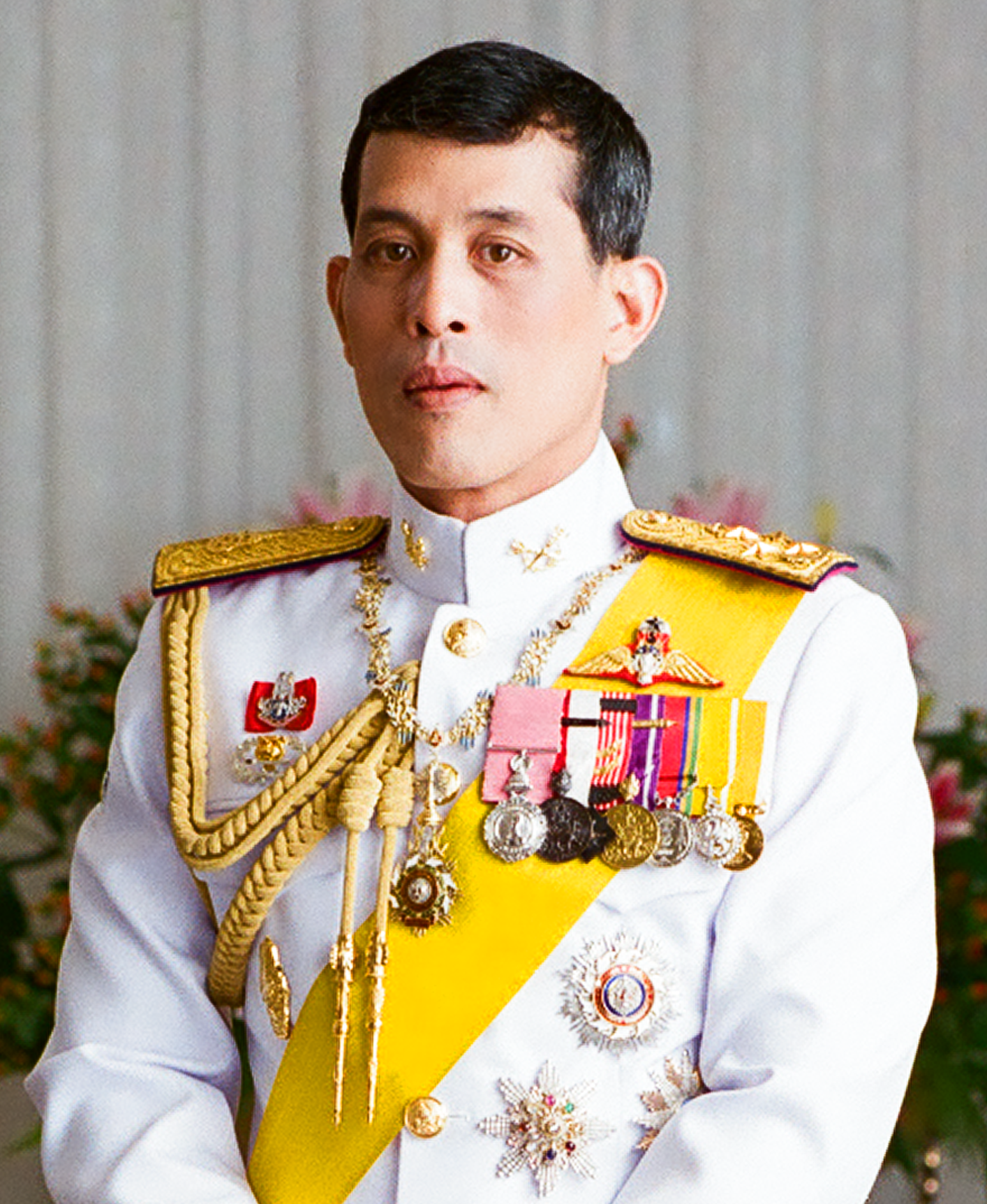
Рама X

### Король
Королівство Таїланд — конституційна монархія (монархія, при якій влада монарха обмежена конституцією).
Королі безконтрольно правили Таїландом до 1932 року, коли в результаті безкровної революції, що очолювалася чиновниками та військовими, абсолютну монархію змінила монархія конституційна.
У сучасному Таїланді король зберігає важливі позиції в суспільному житті, його персона вважається священною, втілюючи собою силу, що об'єднує суспільство. Король є головою держави та верховним головнокомандувачем, за рекомендацією голови Національної асамблеї призначає прем'єр‑міністра та затверджує список членів кабінету. Монарх має право розпускати палату представників і оголошувати в країні воєнний стан.
Нинішній монарх — Маха Вачхіралонгкон (Рама X).

### Парламент

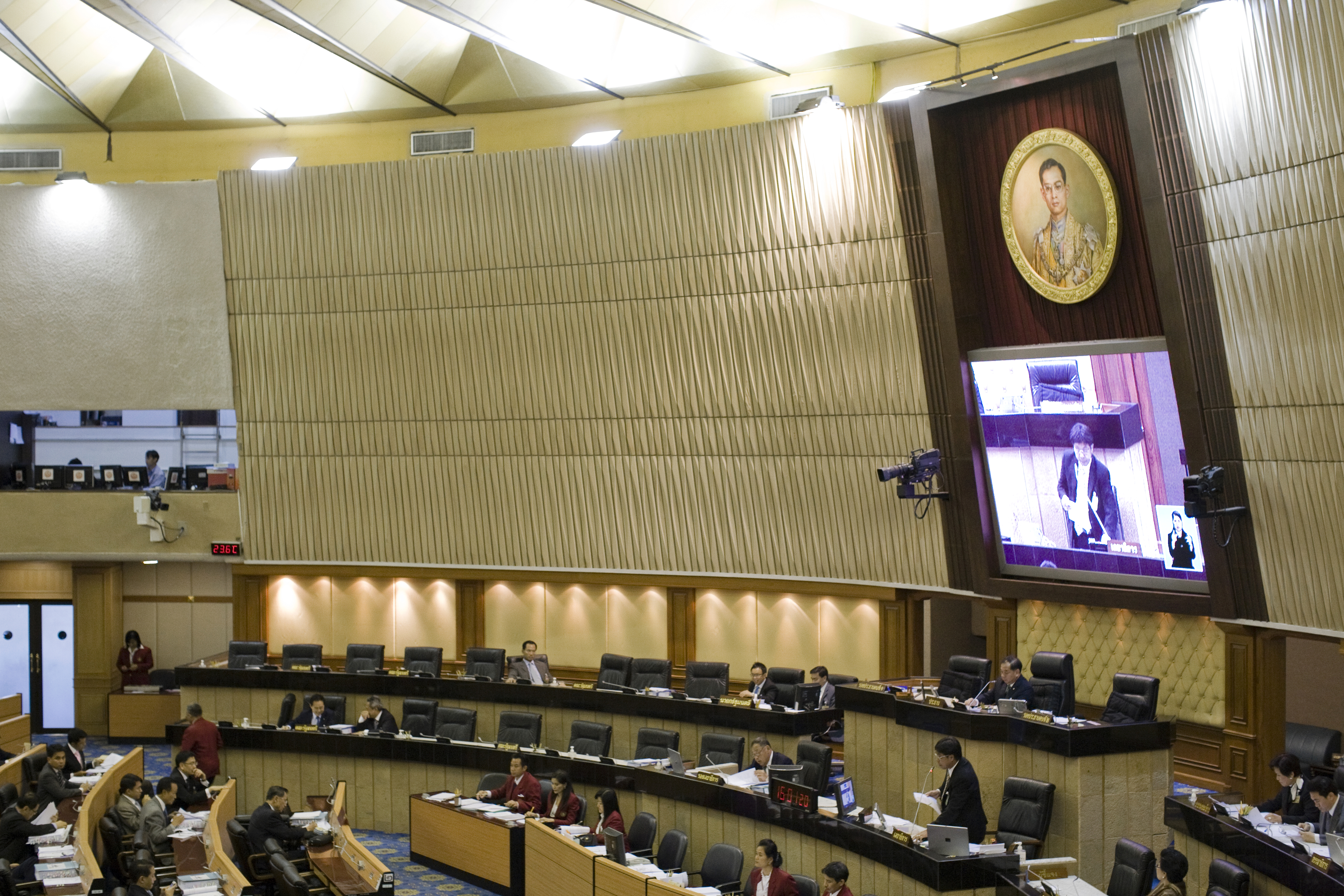
Національна асамблея

Найвищим законодавчим органом Таїланду є двопалатна Національна асамблея (парламент), що складається з Сенату і Палати представників. За конституцією 1997 року, обидві палати парламенту є виборними та включають 500 депутатів в Палаті представників і 200 депутатів в Сенаті. Членів обох палат обирає народ Таїланду, за винятком 50 % членів Сенату, які призначаються монархом. Нижня палата (Палата представників) обирається на 4 роки, Сенат — на 6 років.
Сенатори не повинні належати до політичних партій, більшість з них складають армійські та поліційні чини. Кандидати в Палату представників на виборах можуть бути як партійні, так і незалежні, ті, хто бореться за право потрапити до парламенту як від одномандатних, так і від багатомандатних округів.
Головою Національної асамблеї є голова верхньої палати — Сенату, а спікер палати представників виконує функції його заступника.
Право голосу надане всім громадянам країни старшим 20 років, що мають достатній рівень письменності.

Штандарт прем'єр-міністра Таїланду

### Уряд та суд
Виконавча влада покладена на уряд на чолі з прем'єр‑міністром, який з 1992 року призначається тільки з числа депутатів Національної асамблеї загальним голосуванням нижньої палати строком на чотири роки. Кандидатуру прем'єр-міністра також має затвердити король Таїланду. До уряду Таїланду входять до 44 міністрів, що призначаються прем'єром. Як правило, кабінет міністрів формується на основі багатопартійної коаліції, що має більшість в парламенті.
Вища судова інстанція — Верховний суд — розглядає особливо складні справи і заслуховує апеляції, а також вирішує спори, пов'язані з проведенням виборів. Трактування положень Конституції королівства доручене спеціальному Конституційному трибуналу.

## Адміністративний поділ

Адміністративний поділ Таїланду

Провінції Таїланду

Територія Таїланду поділяється на 75 провінцій (чангват) та метрополію Бангкок (Крунгтхепмаханакхон), яка мала статус провінції до 1972 року. Всі провінції поділяються на райони (ампхе). У 2006 році їх нараховувалось 877 проти 926 в 2000 році. Кожна з провінцій має один головний район (ампхе-миан), винятком є провінція Аюттхая (повна назва Пхранакхонсіаюттхая), де головний район носить таку ж назву як і провінція — Пхранакхонсіаюттхая.
| Північно-Східний 1. Амнатчарен (อำนาจเจริญ) 2. Бурірам (บุรีรัมย์) 3. Чаяпхум (ชัยภูมิ) 4. Каласін (กาฬสินธุ์) 5. Кхонкен (ขอนแก่น) 6. Лой (เลย) 7. Махасаракхам (มหาสารคาม) 8. Мукдахан (มุกดาหาร) 9. Накхонпханом (นครพนม) 10. Накхонратчасіма (นครราชสีมา) 11. Нонгбуалампху (หนองบัวลำภู) 12. Нонгкай (หนองคาย) 13. Роєт (ร้อยเอ็ด) 14. Саконнакхон (สกลนคร) 15. Сісакет (ศรีสะเกษ) 16. Сурін (สุรินทร์) 17. Убонратчатхані (อุบลราชธานี) 18. Удонтхані (อุดรธานี) 19. Ясотхон (ยโสธร) Центральний 1. Ангтхонг (อ่างทอง) 2. Пхранакхонсіаюттхая (พระนครศรีอยุธยา) 3. Крунгтхепмаханакхон (Бангкок) (กรุงเทพฯ) 4. Чайнат (ชัยนาท) 5. Кампхенгпхет (กำแพงเพชร) 6. Лопбурі (ลพบุรี) 7. Накхоннайок (นครนายก) 8. Накхонпатхом (นครปฐม) 9. Накхонсаван (นครสวรรค์) 10. Нонтхабурі (นนทบุรี) 11. Патхумтхані (ปทุมธานี) 12. Пхетчабун (เพชรบูรณ์) 13. Пхічіт (พิจิตร) 14. Пхітсанулок (พิษณุโลก) 15. Сукхотхай (สุโขทัย) 16. Самутпракан (สมุทรปราการ) 17. Самутсакхон (สมุทรสาคร) 18. Самутсонгкхрам (สมุทรสงคราม) 19. Сарабурі (สระบุรี) 20. Сінгбурі (สิงห์บุรี) 21. Супханбурі (สุพรรณบุรี) 22. Утхайтхані (อุทัยธานี) | Північний 1. Чіангмай (เชียงใหม่) 2. Чіанграй (เชียงราย) 3. Лампанг (ลำปาง) 4. Лампхун (ลำพูน) 5. Мехонгсон (แม่ฮ่องสอน) 6. Нан (น่าน) 7. Пхаяо (พะเยา) 8. Пхре (แพร่) 9. Уттарадіт (อุตรดิตถ์) Південний 1. Чумпхон (ชุมพร) 2. Крабі (กระบี่) 3. Накхонсітхаммарат (นครศรีธรรมราช) 4. Наратхіват (นราธิวาส) 5. Паттані (ปัตตานี) 6. Пхангнга (พังงา) 7. Пхаттхалунг (พัทลุง) 8. Пхукет (ภูเก็ต) 9. Ранонг (ระนอง) 10. Сатун (สตูล) 11. Сонгкхла (สงขลา) 12. Сураттхані (สุราษฎร์ธานี) 13. Транг (ตรัง) 14. Яла (ยะลา) Західний 1. Канчанабурі (กาญจนบุรี) 2. Пхетчабурі (เพชรบุรี) 3. Прачуапкхірікхан (ประจวบคีรีขันธ์) 4. Ратчабурі (ราชบุรี) 5. Так (ตาก) Східний 1. Чаченгсао (ฉะเชิงเทรา) 2. Чантхабурі (จันทบุรี) 3. Чонбурі (ชลบุรี) 4. Прачінбурі (ปราจีนบุรี) 5. Районг (ระยอง) 6. Сакео (สระแก้ว) 7. Трат (ตราด) |

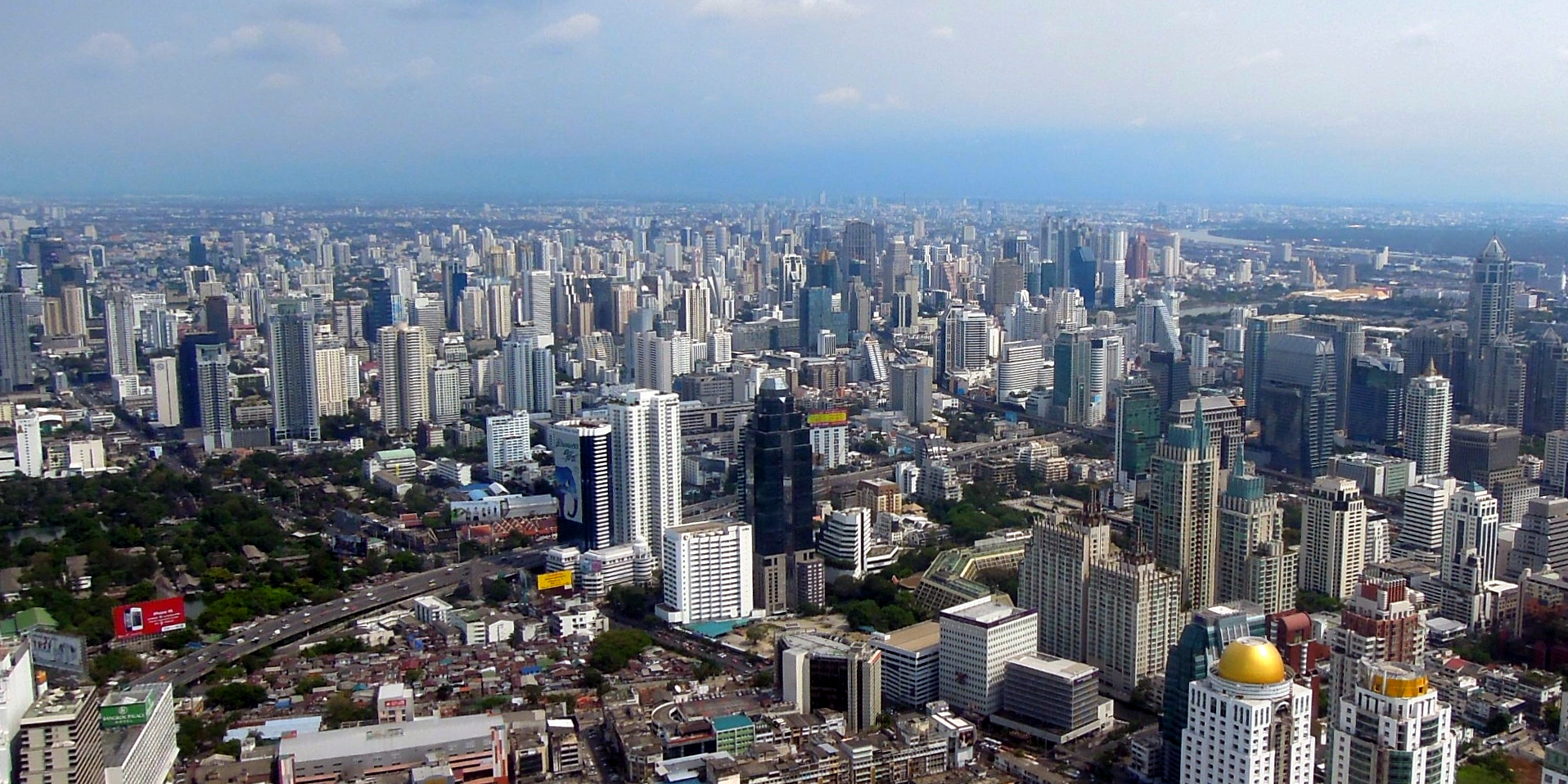
Бангкок

Райони в свою чергу поділяються на субрайони (тамбон) — 7254 в 2000 році. Субрайони поділяються на поселення (мубан) — 69 307 в 2000 році. Хоча найменша адміністративна одиниця і називається поселення, але вони можуть об'єднувати кілька селищ.
Метрополія Бангкок має дещо інший поділ. Столиця поділяється на 50 районів (кхет), які поділяються на 154 субрайони (квенг).
Всі провінції, мають паралельно також такі адміністративні одиниці як міські поселення. Вони поділяються на комуни (чумчон), які тотожні поселенням (мубан). Окрім звичних міст в країні виділяються 2 королівських міста — столиця Бангкок та Паттая. Міста в Таїланді існують 3 рівнів:
- міста (тхесабан-накхон) — населення понад 50 тис. осіб — 23 міста
- містечка (тхесабан-муенг) — населення понад 10 тис. осіб — 118 містечок
- міські селища (тхесабан-тамбон) — населення понад 5 тис. осіб — 1456 міських селищ

## Національні особливості
Тайці живуть з сонячним календарем (різновиди буддійського календаря), за яким літочислення у них починається з дня смерті Будди в 543 році до нашої ери. Офіційний тайський сонячний календар відрізняється на 543 роки від західного календаря. Наприклад 2017 рік — 2560 рік в Таїланді.

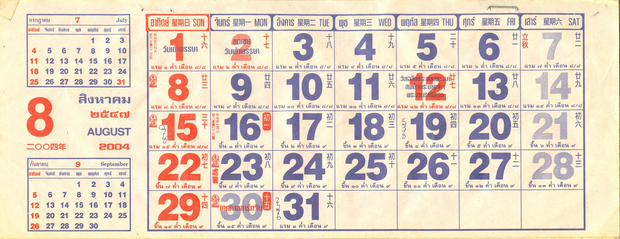
Тайський сонячний календар за серпень 2004 (за Григоріанським календарем)

Державною релігією є буддизм, який сповідує понад 93 % населення. У Таїланді живуть також мусульмани, християни, індуїсти, сикхи. Відповідно до конституції король є покровителем і захисником всіх релігій.

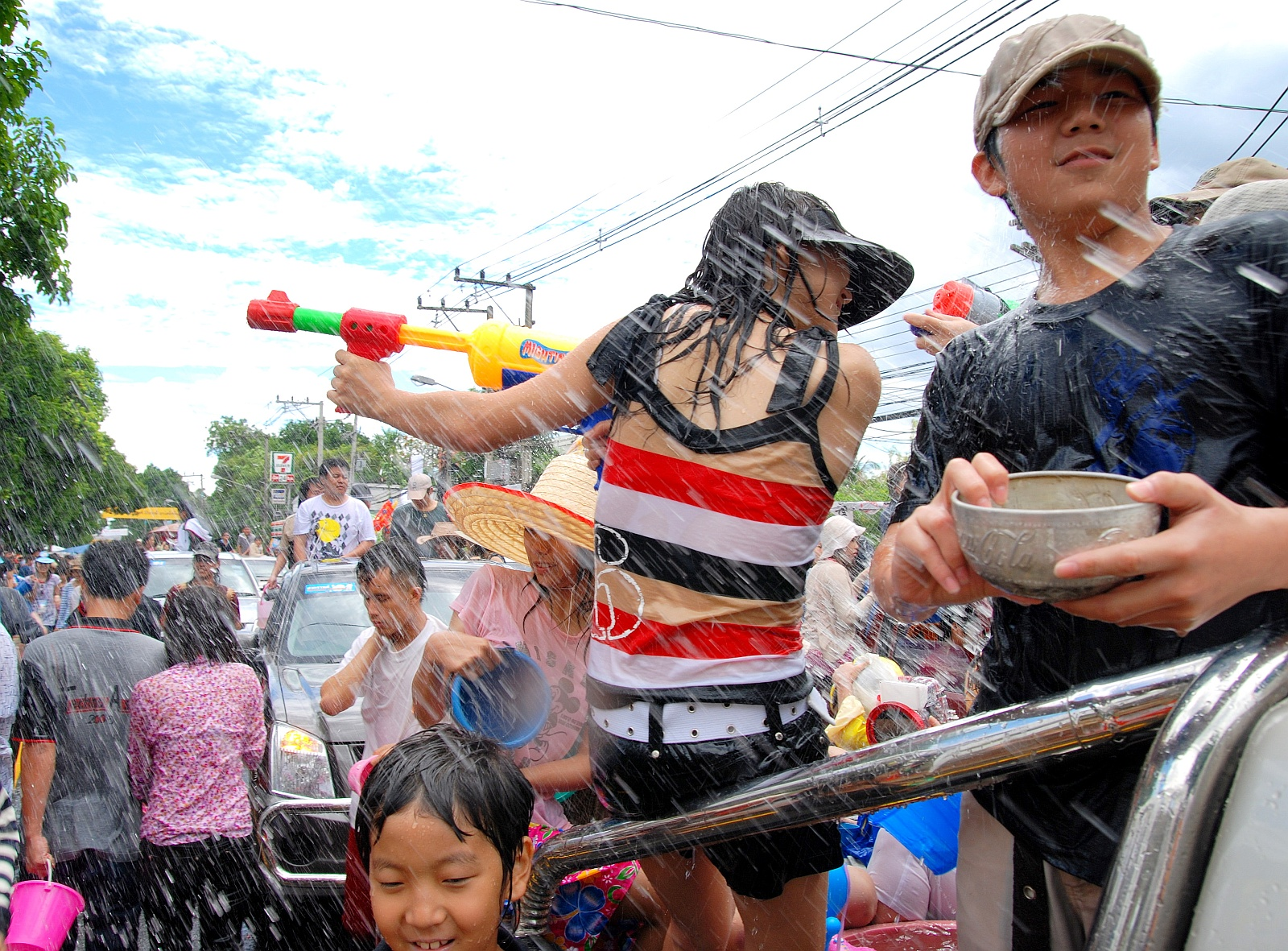
На Сонгкран люди обливають один одного водою, що символічно очищає душу та змиває гріхи.

Населення відрізняється привітністю, однією з причин якого є релігія, яка наказує людині бути неагресивною, доброзичливою і терпеливою.
У кожній з 80 провінцій і в кожному з 30 тисяч монастирів Таїланду щорічно влаштовуються свої особливі свята. Крім того, в країні відзначається цілий ряд загальнонаціональних громадянських та релігійних свят, а також різноманітні місцеві свята.
Буддійські свята Маха Пуджа, Вісак Пуджа і Асалаха Пуджа, що припадають на лютневе, травневе і червневе повнолуння, присвячені народженню, смерті, першої проповіді і просвітленню Будди.
Чарівні і дуже веселі свята Сонгкран і Лой Кратонг мають чисто світський характер. Напередодні Сонгкран по вулицях Бангкока урочисто проносять статую Будди, саме святкування, що відбувається 13 квітня, виливається в гучні масові веселощі. За традицією, Сонгкран знаменує початок тайського Нового року. На півночі країни особливо яскраво святкують Сонгкран — тайський Новий рік, а також племінні свята горян. На північному сході — свої фестивалі: Бун Бангі Фай («фестиваль ракет»), Хао Фансі («повернення дощів»), Прасат Фунг («взяття паперового замку»), на півдні — Чак Фра («внесення статуї Будди» і " фестиваль десяти ченців ").

## Культура
Таїланд славиться неповторною культурою, витоки якої йдуть у далеку загадкову старовину.

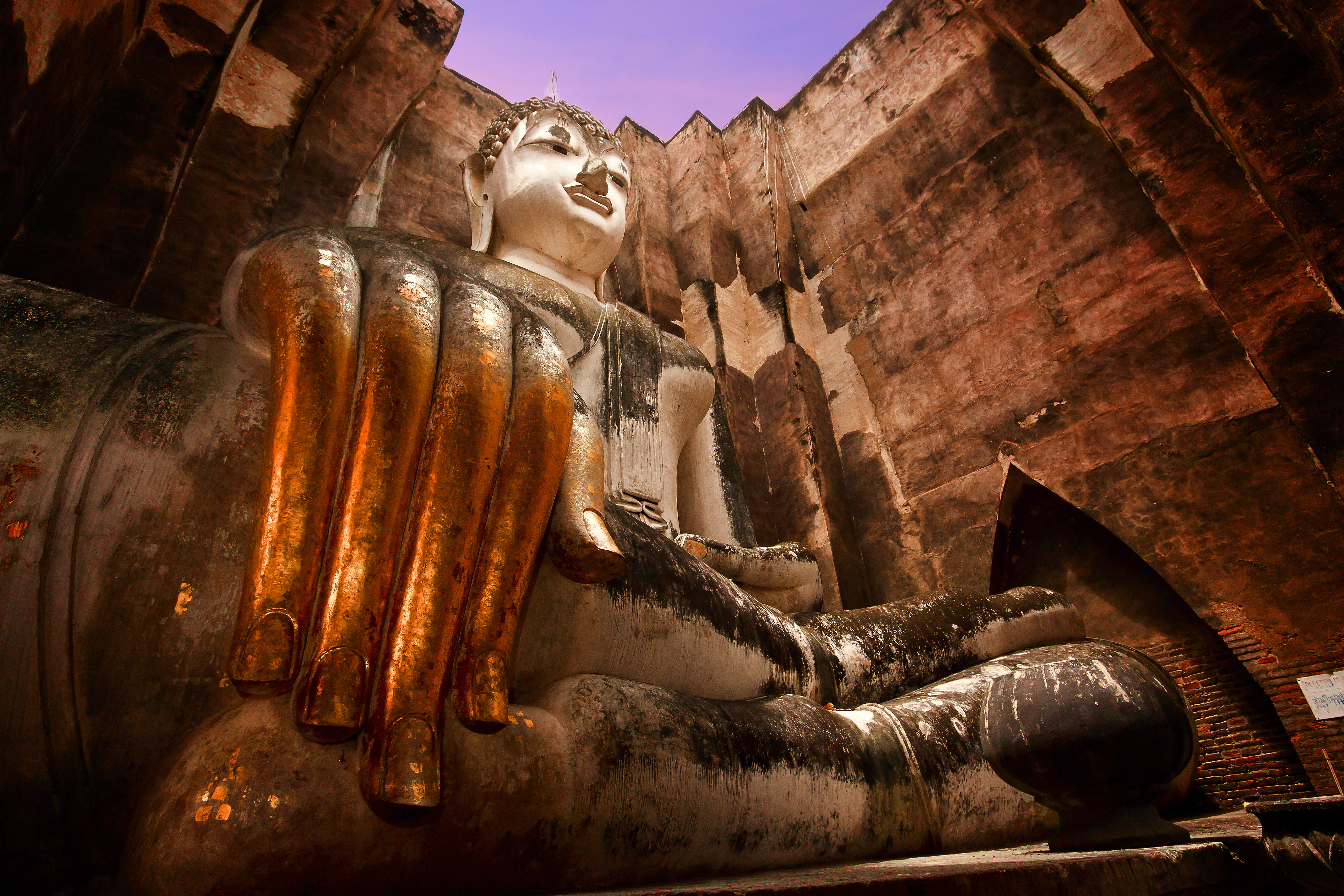
Історичний парк Сукхотхай

Класичне мистецтво Таїланду найбільш яскраво представлено всім, що асоціюється з буддизмом. Найчастіше, майстри, що створювали ці шедеври, залишилися невідомими. У зв'язку з крайньою релігійністю мистецтва, найяскравішими шедеврами є храми. Їх багатоярусні дахи, незліченні зображення Будди, Нагі і майстерна робота по дереву не залишають байдужості в душі відвідувача.

### Свята Таїланду
Головні традиційні свята в Таїланді тісно пов'язані з сезонами року. Сонгкран (Новий рік), який знаменує початок астрономічної весни, припадає на 12—14 квітня, торжества тривають протягом трьох днів і супроводжуються обливанням один одного водою і культовими обрядами на честь Будди.

### Кіно

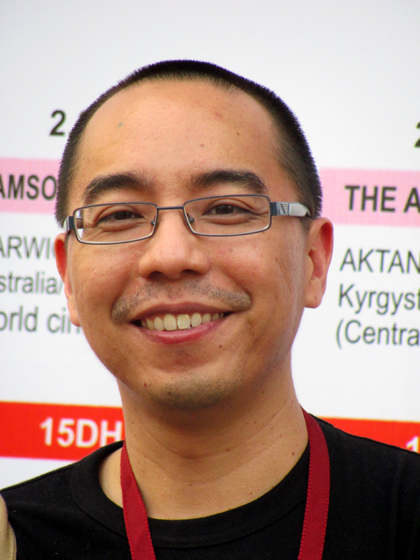
Апічатпон Вірасетакул

Кіновиробництво в Таїланді з'явилося в 30-х роках XX століття, до цього фільми знімалися епізодично.
З кінця XX століття розвивається «нова хвиля» тайського кінематографа. Таїландські режисери Пен-Ек Ратанаруанг (เป็น เอก รัตน เรือง) і Апічатпон Вірасетакул (อภิ ชาติ พงศ์ วีระ เศรษฐ กุล) отримали світову популярність, їхні фільми номінуються на міжнародних кінофестивалях. У 2010 році фільм «Дядечко Бунмі, який пам'ятає свої минулі життя» (ลุง บุญ มี ระลึก ชาติ отримав «Золоту пальмову гілку» Каннського кінофестивалю.

### Тайська література і театр
Тайська література спиралася на класичні джерела, серед яких особливо важливий індійський епос Рамаяна. Тайською мовою з'явилося декілька версій цього твору, яка набула популярність під назвою Рамакіян і перетворилося на сценарну основу для численних оперних і драматичних постановок.
Традиційний драматичний театр в країні існує у трьох видах. Перший з них кон — театр пантоміми з акторами-чоловіками в масках; сценічна дія передається за допомогою підкреслено стилізованих рухів, танців і музики. Як правило, сюжет постановок черпається з Рамакіяна.
Другий вид — Лаконії, актори грають у гримі, використовуючи жести, яким надається певний сенс, під музичний супровід. Вистави звичайно ставляться на основі поетичної драми Інао і романтичних народних сказань. Третій вид драматичного театру — рабам, балетні інтермедії між актами драматичних постановок кон і Лаконії. На півдні Таїланду поширені також театри маріонеток і тіней.
У церемоніальному і релігійному житті тайців музика завжди займала важливе місце. Традиційний оркестр складається з гонгів, дзвіночків, струнних, ксилофонів. Для європейців тайська музика звучить досить незвично. Вона і сьогодні супроводжує важливі суспільні церемонії та подання класичного театру.

## Демографія
За оцінкою на 2004 рік, в Таїланді проживає 64,87 млн осіб. Чисельність населення країни за 1960—1990 подвоїлася. Проте, якщо в 1960-ті роки темпи зростання становили 3 % на рік, то наприкінці 1980-х років вони знизилися приблизно удвічі (народжуваність 2,5 %, смертність 0,8 %). Близько половини всього населення — особи молодше 30 років. Середня по країні густота населення — 118 осіб на 1 км², і чверть населення країни проживає в містах.
Загальні демографічні показники Таїланду такі (дані виведені станом на 2008—2009 роки):
- Вікова структура: 10—14 років — 20,8 % (чоловіків 7 009 845 / 6 691 470 жінок), 15—64 років — 70,5 % (чоловіки 22 977 945 / 23 512 538 жінки), 65 років і старші — 8,7 % (чоловіки 2 594 387 / 3 119 225 жінки)
- Темпи приросту населення — 0,615 %
- Народжуваність — 13,57 новонароджених на 1000 осіб населення
- Смертність — 7,14 смертей на 1000 осіб населення
- Співвідношення статей: при народженні — 1,05 хлопчаки / 1 дівчинка, у віці до 15 років: 1,05 хлопчаки / 1 дівчинка, у віці від 15 років і до 65 років: 0,98 чоловіків / 1 жінку, у віці 65 років і старше: 0,83 чоловіків / 1 жінку, сумарний показник — 0,98 чоловіків / 1 жінку
- Коефіцієнт дитячої смертності — 18,23 смертей на 1000 новонароджених.
- Очікувана тривалість життя: загальна — 72,83 років, для чоловіків — 70,51 років, для жінок — 75,27 років.
- Загальний коефіцієнт народжуваності — 1,65 новонароджених припадає на одну жінку

### Етнічний склад
Етнічний склад Таїланду доволі різноманітний, адже навіть головна етнічна гілка країни — тайці, уособлює в собі суміш численних народностей-племен, які здебільшого об'єднані мовними, релігійними та історичними особливостями. Основне ядро утворюють тань, або сіамці (кхонтай, тай-нен) — народності з групи таї. До національних меншин відносяться китайці, лао, кхмери, мони, малайці і розселені переважно в горах карени, шан, акха, хмонг (мяо, млабрі) і ін. За оцінками уряду, тайців 75 % населення довкола. Близько 14 % є етнічними китайцями , 4 % малайців, а на решту 7 % припадають різні гірські племена, біженці з М'янми, нащадки китайських урядових військ і в'єтнамські біженці на північному сході Таїланду.

### Мови
Офіційною мовою Таїланду є тайська мова, яка входить до Тай-кадайської мовної групи й тісно пов'язана з мовами лао, шаню в Бірмі, а також численними дрібними мовними діалектами, якими розмовляють у південній «китайській дузі» від Хайнань до Юньнань (в південному китайському прикордонні). Ця мова є головною мовою освіти та державних службовців, нею говорять по всій країні. Мовний стандарт заснований на діалекті центрально-тайської спільноти (навколо сучасного Бангкоку), на основі якого складено тайський алфавіт (44 приголосних і 32 голосних букви), та тайський правопис. На основі тайської мови існують ще кілька інших діалектів, які збігаються з регіональним поширенням тайських племен. Так на південно-тайському говорять у південних провінціях а північно-тайською говорять у провінціях, які формально є частиною колись незалежного царства Ланнатай (Lannathai).
У Таїланді серед його етнічних меншин також поширені кілька інших мов, найбільшою з яких є лаоський діалект ісан. яким розмовляють у північно-східних провінціях. Хоча його іноді розглядають як діалект тайської мови, вважаючи що це діалект лао, притаманний носіям колись історичної частини лаоського королівства Лан Ханг. На крайньому півдні країни, поширений мовний діалект Яві (Yawi), що є діалектом малайської мови, і є поширеним серед всіх мусульман країни. В країні через історичні та культурні обставини дістали поширення й китайські діалекти, на яких говорить значна частина китайського населення, а діалект Теочев (Teochew) став найпоширенішим.
У Таїланді зафіксовані численні племінні мови, притаманні для гірських племен та мігрантів-вихідців із прикордонних територій: до мон-кхмерскої мовної сім'ї відносять мови Мон (Mon), Кхмер (Khmer), Віет (Viet), Млабрі (Mlabri); австронезійської мовної сім'ї Чам (Cham), Мокен (Moken) і Оранд Аслі (Orang Asli), сіамо-тибетської мовної сім'ї Лава (Lawa), Акган (Akhan), Карен (Karen), а також інші мови тайської мовної сім'ї КНьяв (Nyaw) , Фу Тай (Phu Thai) і Саек (Saek), Хвонґ-Мьєн (Hmong-Mien).
Англійська мова є обов'язковим предметом в школах, але кількість носіїв цієї мови залишається вкрай низькою, особливо за межами міст. Вважається, що це є мова освічених верств населення та великого бізнесу й частини чиновництва (тобто, верхніх прошарків тайського суспільства).

### Тайська писемність
Тайський алфавіт — писемність, що використовується тайською мовою та мовами національних меншин Таїланду. Різновид абугіда (індійського консонантно-складового листа). Має: 44 приголосних; 15 голосних знаків, що утворюють принаймні 28 голосних форм, 4 тонових маркера і ряд спеціальних операторів (для укорочення голосного звуку, для скасування приголосного символу при читанні, оператор повторення останнього складу / слова / фрази / пропозиції, оператор скорочення слова / фрази).

Тайська абетка

Приголосні пишуться горизонтально зліва направо, голосні дописують над, під, зліва чи справа від відповідної приголосної.
Тайські слова в реченні не розділяють пробілами, як це відбувається в багатьох західних мовах. Цілі фрази або речення зазвичай пишуть разом. Але в тайській писемності все ж є випадки, коли пробіл в одному реченні все ж використовується. Він називається วรรค «вак» і застосовується при перерахуванні чого-небудь або відповідає комі і крапці з комою в українській мові. Крім того, пробіл використовують, щоб відокремити імена від прізвищ, а також перед і після цифр, оператора повторення ๆ і круглих дужок. Оскільки тайські слова в межах фрази або пропозиції записують разом без використання пробілу, то студенту іноді може бути складно розібратися в словах і відокремлювати їх один від одного. Однак, якщо пам'ятати правила формування складів і те, що у кожного складу повинен бути початковий приголосний символ, можна визначати більшість складів без особливих проблем. Безумовно, є двозначності і виключення, але вони поширюються на порівняно невелику кількість слів.
Із знаків пунктуації є лапки, круглі дужки. Раніше використовувався знак для позначення параграфів.
Тайська писемність має власне позначення для цифр, проте у повсякденному вжитку також знаходяться арабські цифри.

### Релігія
Таїланд вважається країною поширеного буддизму. Національну течію буддизму — тхеравада сповідує 94,7 % від усіх тайців, тоді як мусульмани становлять 4,6 % населення, а 0,7 % населення відносить себе до інших релігійних течій.
| Релігії Таїланду | Релігії Таїланду | Релігії Таїланду | Релігії Таїланду | Релігії Таїланду |
| ---------------- | ---------------- | ---------------- | ---------------- | ---------------- |
| релігія          |                  |                  | відсоток         |                  |
| Буддизм          | Буддизм          |                  | 94.7%            | 94.7%            |
| Іслам            | Іслам            |                  | 4.6%             | 4.6%             |
| Християнство     | Християнство     |                  | 0.5%             | 0.5%             |
| Інші релігії     | Інші релігії     |                  | 0.2%             | 0.2%             |

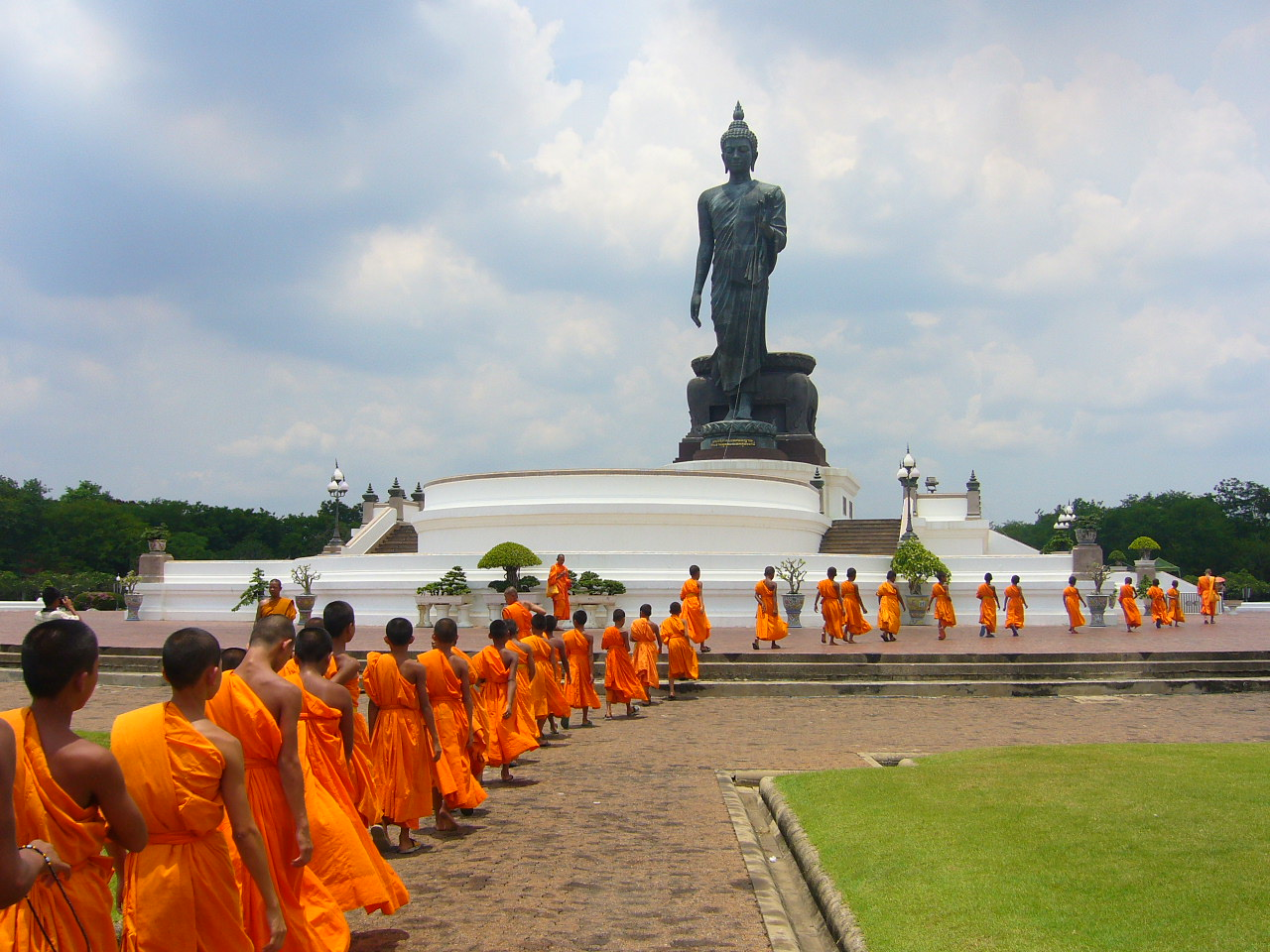
Буддизм тхеравада широко практикується в Таїланді

За даними останнього перепису населення (2000 року) 94,7 % від загальної чисельності населення країни буддисти-тхеравадити. Тайський буддизм отримав своє поширення в країні, як релігійна течія буддизму, започаткованого в шостому столітті до н. е., духовним вчителем Сіддхартхою Гаутамою, якого пізніше стали називати Буддою. Гаутама закликав світ відмовитися від крайнощів чуттєвості й умертвіння плоті та шукати просвітлення, йдучи Серединним Шляхом. У центрі уваги цієї релігії людина, а не боги; основна засада цієї течії в тому, що життя — біль і страждання, які є наслідком бажань і прагнень, і що страждання може закінчитися тільки тоді, коли зникає бажання. Припинення страждання і є досягненням нірвани (у тхеравадистів — нібана), часто визначається як відсутність жадоби-бажання, а, отже, страждань, іноді як вищий ступінь пізнання або щастя. Ця форма буддизму отримала численних прихильників в Південно-Східній Азії, і у всьому Таїланді, починаючи з 6 століття буддизм тхеравади набув ознак державної релігії. Втім лише за володарювання короля Рами Кхамхенга Великого у XIII ст. тхеравада стала державною релігією.

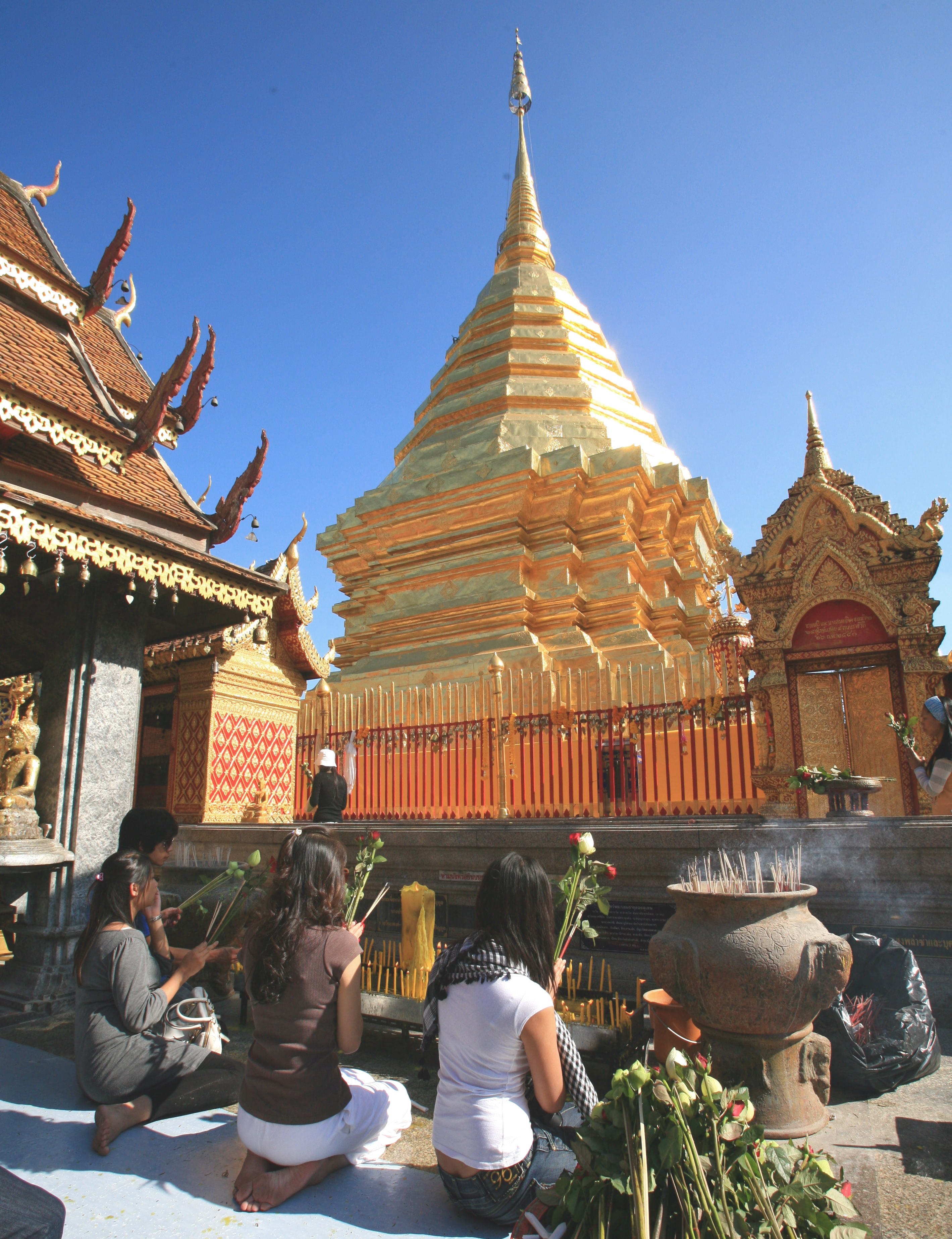
Паломники моляться (Ват Прахат Дой Сутхеп)

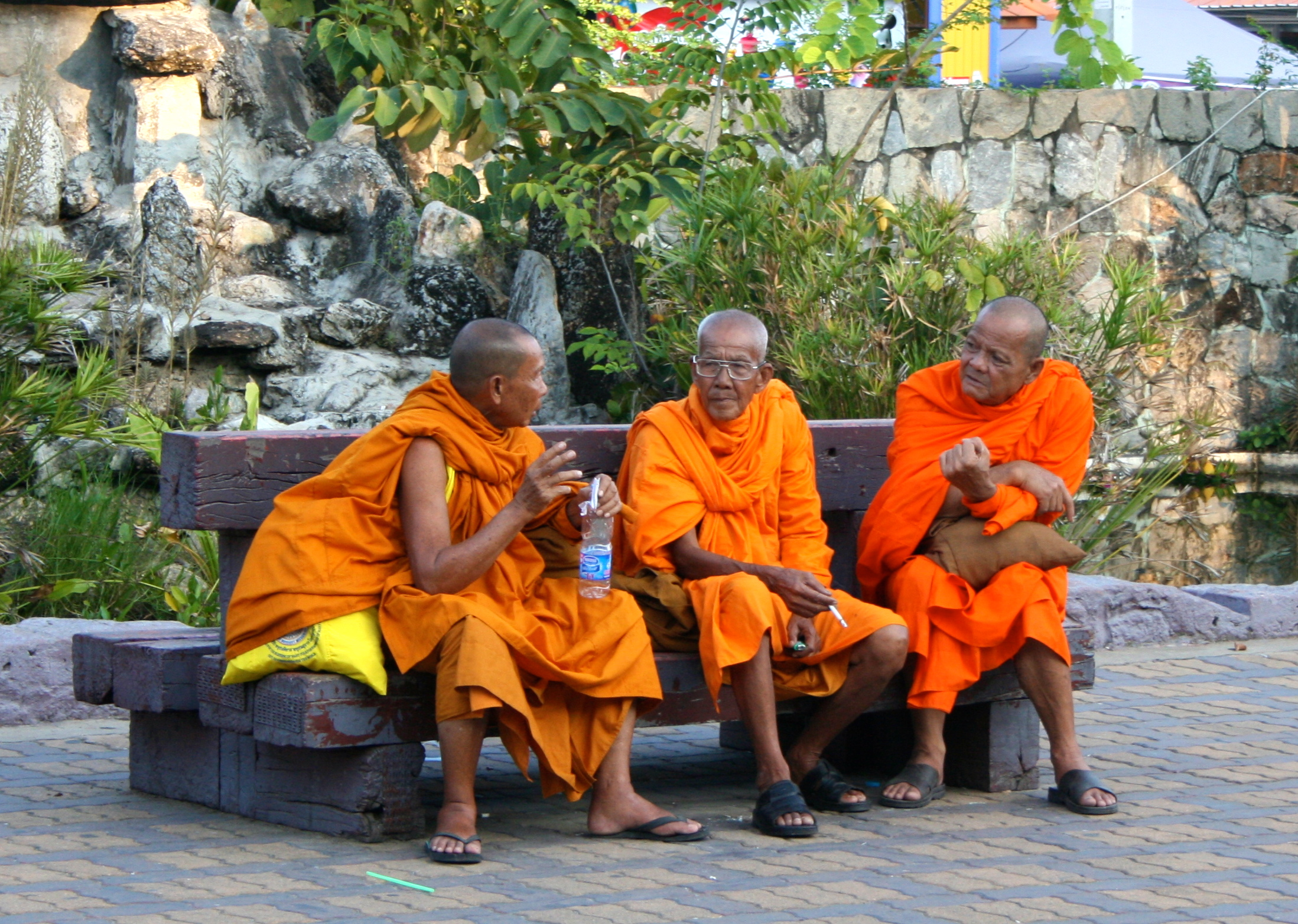
Буддійські ченці

Упродовж віків складалися суспільно-релігійні традиції Таїланду, які вилилися в теперішній стан — терпимості щодо інших релігійних груп та державної підтримки буддизму. Хоча Таїланд в наш час[коли?] є конституційною монархією, але вона успадкувала потужну Південно-Східної азійську традицію буддійського царства, яка пов'язана з легітимізацією держави на основі принципів захисту та підтримки буддійських інститутів. Цей зв'язок було збережено в сучасну епоху, буддійським установам та духовенству було надано пільги з боку уряду, а також надаються певні суми відрахувань на їхнє утримання із державної казни. Крім церковних керівників «Сангхи», світський уряд через відповідне міністерство також має вплив на буддійські храми та ченців.

### Мусульмани
Мусульмани є другою за чисельністю релігійної групою в країні. Іслам поширений у південних провінціях — Паттані (Pattani), Яла (Yala), Наратхіват (Narathiwat) і частині Сонгкхла Чумпхон (Songkhla Chumphon) відомих своєю домінуючою мусульманською громадою, що складається як з тайців так і малайців. Хоча південна частина Таїланду в основному заселена малайцями, але решту народностей також перейняло мусульманство. Більшість малайців є мусульманами-суннітами. Причиною поширення мусульманства є історичний фактор (оскільки ці провінції були раніше в складі малайського султанату) а також є прикордонними територіями й граничать з Малайзією, де переважна більшість у країні складають малайці-мусульмани. Решта мусульман в країні проживають в менш компактно і є пакистанськими іммігрантами у міських центрах, а також кілька китайських мусульман на крайній півночі країни і камбоджійські мусульмани, що проживають навколо спільного кордону і частина Бангкоці. З 2001 року мусульманські активісти об'єдналися проти центрального уряду через підозри в корупції і дискримінації за етнічною ознакою серед чиновників, частина з цих активістів дотримуються радикальних поглядів і їм притаманні радикально-терористичні акції, тому уряд країни зважаючи на ці фактори переймається питаннями релігійного сепаратизму на півдні країни.

### Християни
Християни становлять близько 0,5 % населення країни й зосереджені в основному в містах та невеличкі громади на півдні, поблизу Бангкоку. Християнство має довгу історію в Таїланді. Воно було завезено європейськими місіонерами на початку 1550 року, коли португальські найманці і їх священик прибули до Аюттхая. Історично так склалося, що воно відіграло важливу роль у модернізації Таїланду (через вплив на вищі тайські суспільні прошарки), зокрема, у соціальних та освітніх установах (наприклад, формування дитячих будинків, шкіл і коледжів). Департамент Релігії Таїланду та Міністерство культури, офіційно визнали 5 основних християнських конфесій в країні: Римо-Католицька Церква (Roman Catholic Church), Південні Баптисти (Southern Baptists), Адвентисти Сьомого Дня (Seventh Day Adventists), Церква Христова в Таїланді (Church of Christ in Thailand) і Євангельське братство Таїланду (Evangelical Fellowship of Thailand). Хоча використання національного бюджету для релігійних цілей обмежене, але історично левова його частина призначена для буддійських структур, ї
їх об'єктів та видів діяльності, хоча принаймні з середини 1980-х років, в бюджеті закладені символічні суми коштів для програм християнських груп.

### Інші релігії
У країні існують невеликі, але впливові громади індуїстів та сикхів, які живуть у містах й утворюють замкнуті касти торговців або селян. У минулому, коли країна потрапила під вплив кхмерської імперії, яка мала міцне коріння індуїзму, побудоване на епосі Рамакієн (Ramakien), що базувався в свою чергу на санскритській Рамаяні. Місто Аюттхая назване на честь Айодх'ї, де народився Рама. Численні обряди в Таїланді, отримані чи видозмінені ритуали від часів брахманів мають своє продовження в суспільній побутово-релігійній культурі, влившись таким чином в буддійську тайську релігійну течію. Окрім того, індуїстські божества шанувалися багатьма тайцями поряд їз буддійськими, так місцем паломництва став популярний та величний Ераван храм у Бангкоку, мають свою популярність в суспільстві статуї Ганеша, Індри та Шиви, ці а також інші численні символи, пов'язані з індуїстськими божествами послуговуються в культурі країни, а той таки Гаруда — став символом монархії. Сикхи почали мігрувати до Королівства Таїланд на початку 1900-х років. До 1911 року багато сімей сикхських поселенців оселилися в Бангкоку, який став справжнім центром мігрантів сикхів.
Починаючи з 17 століття, в країні почала формуватися юдейська громада, першопрохідцями виявилися декілька багдадських єврейських сімей, хоча теперішні юдеї, в основному, нащадки ашкеназі — біженців з Росії, а потім і Радянського Союзу. Подальше збільшення їхньої громади відбувалося завдяки фактору біженців — перських євреїв, що рятувалися від переслідувань в Ірані в 1970-х і 1980-х роках. Більшість юдеїв Таїланду мешкають у Бангкоку, їх число становить близько 1000 осіб. Є ще невеликі єврейські громади з синагогами в містах Пхукет, Чіангмай і Кох Самуї.

## Українсько-тайські зв'язки
На початку ХХ століття лучанка Катерина Десницька була дружиною тайського принца Чакрабона.
У Таїланді діє українське посольство, в Україні — почесне консульство Таїланду. Таїланд є популярним в Україні напрямком туризму.
Громадяни України з 14 квітня 2019 року можуть подорожувати до Королівства Таїланд із туристичною метою без віз.